# Miniopterus tao
Miniopterus tao es un murciélago fósil del género Miniopterus del Pleistoceno de Zhoukoudian en China. Se conoce a partir de una serie de mandíbulas (maxilares inferiores), que fueron identificadas inicialmente como la especie viva Miniopterus schreibersii en 1963 antes de ser reconocida como una especie separada, M. tao, en 1986. Miniopterus tao es más grande que M. schreibersii y tiene premolares inferiores más espaciados y talónidos (grupos de cúspides posteriores) más robustos en los molares inferiores. La parte posterior de la mandíbula es relativamente baja y en ella, los procesos coronoides y condiloides son aproximadamente igual de altos. La longitud media de la mandíbula es de 12,0 mm.

## Taxonomía
En 1934, el paleontólogo chino C.C. Young fue el primero en describir los murciélagos fósiles del yacimiento de Zhoukoudian Localidad 1, famoso por el Hombre de Pekín. Sin embargo, no mencionó el Miniopterus, que fue registrado por primera vez por Kazimierz Kowalski y Chuan-kuei Li en 1963 en una descripción de nuevo material de la capa 8 del yacimiento de la cueva. Identificaron el Miniopterus como la especie viviente Miniopterus schreibersii, muy extendida, basándose en 48 mandíbulas (maxilares inferiores) de la capa 8 y reasignaron a Miniopterus otra mandíbula que previamente había sido identificada como Myotis. Sin embargo, en un artículo de 1986, Bronisław Wołoszyn describió la población como una nueva especie, Miniopterus tao, tras examinar dos mandíbulas de las colecciones de la Academia Polaca de Ciencias. Colocó la especie en el «grupo schreibersii» de Miniopterus, pero consideró poco probable que fuera ancestral de M. schreibersii. El nombre específico, tao, hace referencia al concepto filosófico chino, el Tao.

## Descripción
Wołoszyn describió la especie basándose en dos mandíbulas, una dañada y con el tercer premolar (p3) hasta el tercer molar (m3), y la otra intacta y con el cuarto premolar (p4) hasta el segundo molar (m2). Miniopterus tao es un miembro grande del «grupo schreibersii» y casi tan grande como Miniopterus rummeli del Mioceno de Alemania. La mandíbula es robusta y en general se parece a M. schreibersii. El agujero mentoniano (una abertura en la parte externa de la mandíbula) está situado entre el canino inferior y el segundo premolar inferior (p2). La apófisis coronoides (un saliente en la parte posterior de la mandíbula) es baja y redondeada y está unida a la apófisis condiloides por detrás mediante una cresta casi horizontal, que contiene un ligero levantamiento en su parte posterior. En comparación con M. schreibersii, la apófisis condiloides es más esbelta, pero la base de la apófisis angular (en el ángulo inferior posterior de la mandíbula) es más robusta. En M. rummeli, la parte posterior de la mandíbula es más alta y la apófisis coronoides es claramente más alta que la apófisis condiloides.
Los alvéolos conservados muestran que el p2 es casi tan grande como el p3, no más pequeño como en el «grupo tristis» de Miniopterus. Los premolares en M. tao están colocados muy juntos, lo que distingue a la especie de M. schreibersii y especies fósiles europeas, incluyendo M. rummeli. El p3 es robusto y rodeado por un cíngulo (repisa) bien desarrollado. La corona tiene forma trapezoidal. En el p4, hay un cíngulo claro en los márgenes anterior y labial (externo). La corona es triangular y el borde posterior es recto, no en forma de silla de montar como en M. schreibersii. Los molares se parecen a los de M. schreibersii, pero son más robustos, particularmente los talónidos (los grupos de cúspides en la parte posterior de los dientes). La longitud total de la mandíbula varía de 11,6 a 12,4 mm y tiene una media de 12,0 mm en diez especímenes, la apófisis coronoides tiene una altura de 3,1 a 3,3 mm, con una media de 3,2 mm, y la longitud de la fila de molares es de 4,0 a 4,4 mm, con una media de 4,2 mm.

## Rango
Miniopterus tao sólo se ha registrado en la localidad 1 de Zhoukoudian; la localidad 3 contiene un Miniopterus más pequeño identificado como M. schreibersii. La localidad 1 es de edad pleistocena (entre unos 2 millones y 10.000 años de antigüedad) y también contiene Ia io y especies de Rhinolophus y Myotis entre los murciélagos, además de Homo erectus.